# 伯特蘭湖
46°55′S 72°50′W / 46.917°S 72.833°W

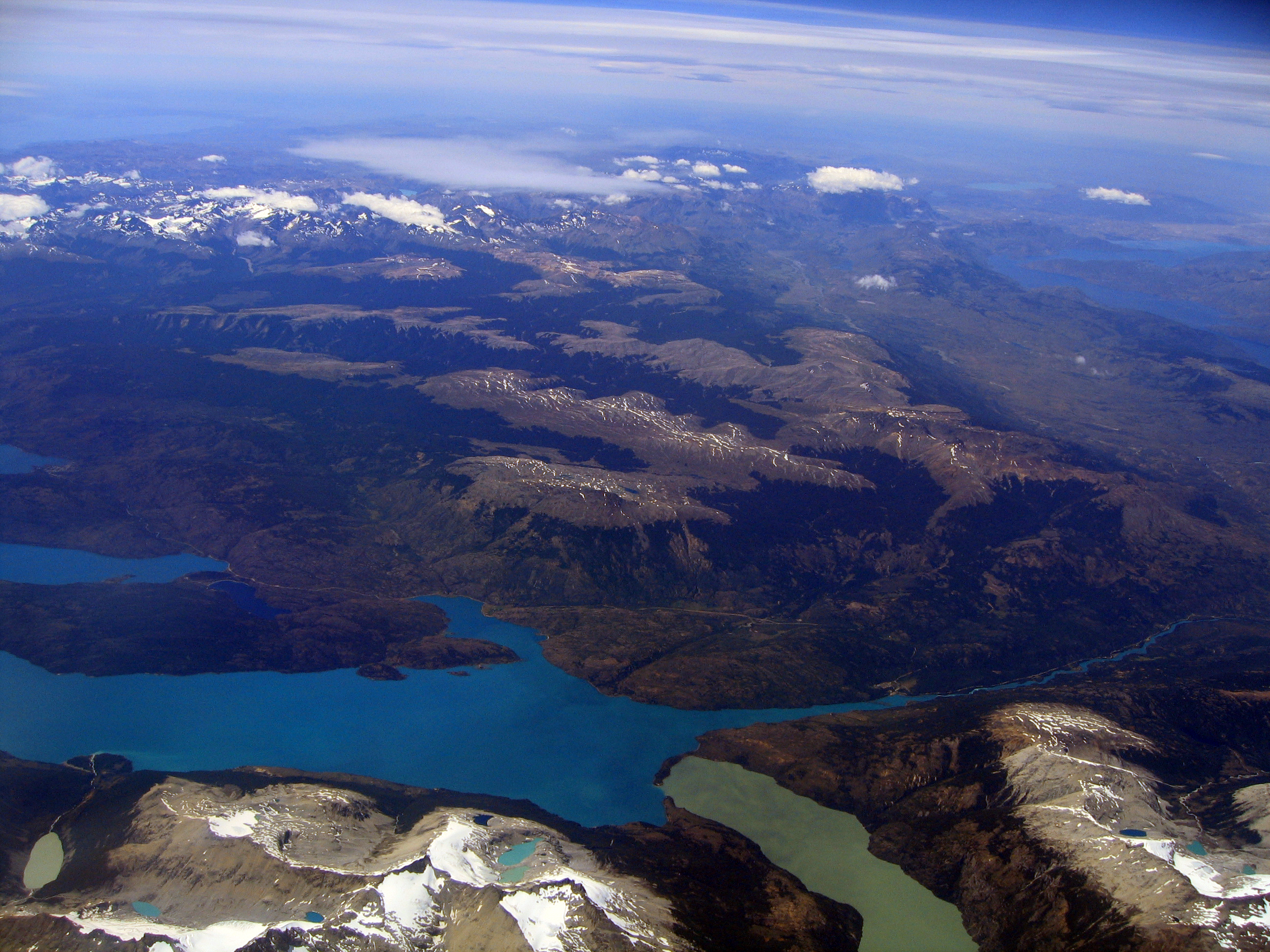

伯特蘭湖是智利的湖泊，位於巴塔哥尼亞地區，由伊瓦涅斯將軍艾森大區負責管轄，面積48.1平方公里，集水區面積67.5平方公里，湖水經貝克河流出。